# Бриџпорт (Вашингтон)
Бриџпорт (енгл. Bridgeport) град је у америчкој савезној држави Вашингтон. По попису становништва из 2010. у њему је живело 2.409 становника.

## Демографија
Према попису становништва из 2010. у граду је живело 2.409 становника, што је 350 (17,0%) становника више него 2000. године.
| Група             | 2000.         | 2010.         |
| Белци             | 674 (32,7%)   | 509 (21,1%)   |
| Афроамериканци    | 5 (0,2%)      | 13 (0,5%)     |
| Азијати           | 4 (0,2%)      | 9 (0,4%)      |
| Хиспаноамериканци | 1.334 (64,8%) | 1.848 (76,7%) |
| Укупно            | 2.059         | 2.409         |